# جون ستيفنسون (مخرج)
جون ستيفنسون (بالإنجليزية: John Stephenson)‏، (من مواليد 28 مايو 1952) هو مخرج بريطاني ومشرف إبداعي ونائب رئيس سابق في شركة Jim Henson Creature Shop. تم ترشيحه لجائزة البافتا في عام 1985 لعمله في فيلم دريم شايلد وفي عام 1991 حصل على جائزة الأوسكار من أكاديمية الفنون والعلوم السينمائية.

## المولد والنشأة
ولد ستيفنسون في لندن، إنجلترا. تلقى تعليمه في مدرسة كينغستون للفنون ثم الكلية الملكية للفنون، وتخرج في عام 1979. انتقل إلى الولايات المتحدة وعمل في فترة وجيزة كمصمم للأزياء الراقية عند شركة West End Interiors في لوس أنجلوس.

## السيرة المهنية
انضم ستيفنسون إلى شركة Jim Henson Creature Shop في أوائل الثمانينيات، وأصبح عضواً في المجموعة الفريدة من المصممين والفنانين العاملين في الفيلم الرائد كريستال الظلام. بالإضافة إلى عمله كمصمم ميكانيكي، عمل أيضًا كمساعد تحكم في كابلات الدمى في فيلم دريم شايلد. وفي عام 1985، كان مشرفًا إبداعيًا وثم أصبح الرئيس التنفيذي لشركة Jim Henson Creature Shop.
تضمن عمله في هذه الشركة في إنتاج المسلسل التلفزيوني The Storyteller وفيلم Labyrinth وفيلم The Witches (الساحرات) والمسلسل التفزيوني Dinosaurs. ستيفنسون كان المخرج الفني في فيلم The Bear وفي سنة 1991 ساهم في فيلم Teenage Mutant Ninja Turtles الذي قدم فيه شركة Jim Henson Creature Shop دمى تناسب سلاحف النينجا.
في عام 1987، تم ترشيح ستيفنسون مع زميلين آخرين لجائزة BAFTA لأفضل مؤثرات بصرية خاصة في فيلم الدراما البريطاني Dreamchild.
في حفل توزيع جوائز الأوسكار الرابع والستون لعام 1991، حصل جون مع أربعة زملاء آخرين على جائزة علمية وهندسية من أكاديمية الفنون والعلوم السينمائية في إنجازهم بتطوير نظام مراقبة أداء هينسون. في نفس العام، تم ترشيحه أيضًا في جائزة Saturn Award لأفضل فنان المكياج في أكاديمية أفلام الخيال العلمي والرعب لعمله في فيلم The Witches.[بحاجة لمصدر]
اكتسب جون ستيفنسون خبرة واسعة في الإشراف على الدمى، الرسوم المتحركة CG، تأثيرات المخلوقات، الرسوم المتحركة والتأثيرات البصرية التي تغطي مجموعة واسعة من القصص والأساليب التي تشمل Return to Oz ،The Flintstones، The Neverending Story III ،Babe وLoch Ness والمريض الإنجليزي وLost in Space .
مع هذه التجربة الواسعة، اعتمد على إطلاق مهنته في الإخراج، ووضع يده على كل من الإعلانات التجارية والأفلام الروائية التي تنطوي على تأثيرات مخلوقة، ودعم الإنتاج المشترك Hallmark / Creature Shop لـ Animal Farm (فيلم 1999) وهذا الخلفية التي شكلت أسلوبه في الإخراج إلى ما هو عليه اليوم.
في عام 2000، حصل جون على جائزة OBE (رتبة الإمبراطورية البريطانية) في قائمة Queen's Millennium 2000 New Year Honors في خدماته لصناعة الرسوم المتحركة بالكمبيوتر كمصمم لمشروع الألفية. تم ترشيح فيلمه Animal Farm (فيلم 1999) لأفضل فيلم في 2000s Fantasporto International Fantasy Film Award وتم ترشيحه لجائزة Starboy في Oulu International Film and Youth Youth Festival.
في عام 2001، عمل جون كمخرج للرسوم المتحركة لفيلم الرعب الفرنسي التاريخي "أخوة الذئب" الذي تضمن إنشاء تأثيرات خاصة للمخلوق، وهو مزيج من الصور التي يتم إنشاؤها بواسطة الكمبيوتر، بالإضافة إلى الدمى المتحركة والرسوم المتحركة.
أخرج ستيفنسون فيلم مقتبس لرواية Five Children and It في عام 2004، والتي تتميز بالحركة الحية والرسوم المتحركة بالكمبيوتر. بالإضافة إلى ذلك، في عام 2013 أخرج ستيفنسون فيلم مقتبس لرواية ماكس لوكادو The Christmas Candle التي وزعتها شركة EchoLight Studios في الولايات المتحدة وشركة Pinewood Pictures في المملكة المتحدة.
في عام 2014، جون ستيفنسون شارك في كتابة وتطوير وإخراج فيلم Interlude in Prague التي تم تصويرها بالكامل في جمهورية التشيك. في نوفمبر 2017، فاز الفيلم بجائزة الملاك الذهبي لأفضل فيلم إنتاج مشترك دولي في مهرجان الفيلم الأمريكي الصيني.
في فبراير 2019، أخرج جون فيلمًا قصيرًا لمجموعة الموسيقى الإلكترونية البريطانية Hybrid من بطولة James Purefoy الذي عمل معه في فيلمه Interlude in Prague في العام السابق.
في يونيو 2020، أفادت Deadline Hollywood أن ستيفنسون في طور إخراج الفيلم التاريخي The Lady of Heaven مع شركة إنتاج Enlightened Kingdom.

## قائِمة الأفلام
| عام  | عنوان                | ملاحظات              |
| ---- | -------------------- | -------------------- |
| 1996 | مغامرات بينوكيو      | مخرج الفرقة الثانية  |
| 1998 | Lost in Space        | مخرج الفرقة الثانية  |
| 1999 | مزرعة الحيوان        | مخرج                 |
| 2001 | أخوة الذئاب          | مخرج الرسوم المتحركة |
| 2004 | Five Children and It | مخرج                 |
| 2010 | The Nutcracker in 3D | مخرج الفرقة الثانية  |
| 2013 | The Christmas Candle | مخرج                 |
| 2017 | Interlude in Prague  | مخرج                 |
| 2020 | The Lady of Heaven   | مخرج مع EK           |

### اعلانات تجارية
- Flymo «الخليع» [19]
- ليجولاند «النار» [20]
- Lemsip "Day & Night" [21]
- المرجان (مراهنات) «الهواء الساخن» [22]
- ماكدونالدز «مونوبولي» [23]
- الراحة (منعم الأقمشة) «يوم في الحياة» [24]

### إنجازات إضافية
| عام  | عنوان                                            | وظيفة                          |
| ---- | ------------------------------------------------ | ------------------------------ |
| 1982 | الكريستال الداكن                                 | مصمم ميكانيكي خاص              |
| 1985 | ارجع إلى Oz                                      | شخصيات ميكانيكية مصمم ميكانيكي |
| 1986 | ماكس مون العمور                                  | مكياج مؤثرات خاصة              |
| 1987 | حكواتي (مسلسل تلفزيوني)                          | مشرف إبداعي لمؤثرات خاصة       |
| 1990 | السحرة                                           | مصمم متحرك                     |
| 1990 | سلاحف النينجا المراهقون المتحولون                | مشرف إبداعي لمؤثرات خاصة       |
| 1991 | سلاحف النينجا II                                 | مشرف إبداعي لمؤثرات خاصة       |
| 1991 | الراوي: الأساطير اليونانية (مسلسل تلفزيوني صغير) | مشرف إبداعي لمؤثرات خاصة       |
| 1992 | الدمى كارول عيد الميلاد                          | مشرف إبداعي لمؤثرات خاصة       |
| 1994 | فلينستون                                         | مشرف لمؤثرات خاصة              |
| 1994 | قصة NeverEnding III                              | مشرف إبداعي لمؤثرات خاصة       |
| 1995 | حبيبتي                                           | مشرف مخلوقات مؤثرات خاصة       |
| 1996 | بحيرة لوخ نيس                                    | مشرف إبداعي لمؤثرات خاصة       |
| 1996 | جيمس والخوخة العملاقة                            | الدمى المتحركة                 |
| 1996 | المريض الإنجليزي                                 | مشرف بصري للمؤثرات الخاصة      |
| 1996 | 101 مرقش                                         | مشرف مخلوقات مؤثرات خاصة       |
| 1997 | الأوديسة                                         | مشرف إبداعي لمؤثرات خاصة       |
| 1997 | الأصدقاء                                         | مشرف المؤثرات الخاصة           |
| 1998 | فقد في الفضاء                                    | مشرف مخلوقات مؤثرات خاصة       |
| 2019 | احبس أنفاسك (فيديو قصير)                         | مخرج                           |

## جوائز وترشيحات
| عام  | جائزة                                              | الفئة                                               | فيلم                    | نتيجة |
| ---- | -------------------------------------------------- | --------------------------------------------------- | ----------------------- | ----- |
| 1987 | الأكاديمية البريطانية لفنون السينما والتلفزيون     | أفضل مؤثرات بصرية خاصة                              | Dreamchild              | رُشِّح   |
| 1991 | أكاديمية فنون وعلوم الصور المتحركة                 | الجائزة العلمية والهندسية                           | لا يوجد                 | فوز   |
| 1991 | أكاديمية أفلام الخيال العلمي والرعب                | جائزة Saturn Award لأفضل مكياج                      | The Witches (1990 film) | رُشِّح   |
| 2000 | يكرم Queen's Millennium 2000 رأس السنة الجديدة     | OBE                                                 | لا يوجد                 | فوز   |
| 2000 | جائزة Fantasporto International Fantasy Film Award | أفضل فيلم                                           | Animal Farm (1999 film) | رُشِّح   |
| 2000 | مهرجان أولو الدولي لسينما الأطفال والشباب          | جائزة Starboy                                       | Animal Farm (1999 film) | رُشِّح   |
| 2017 | مهرجان الفيلم الأمريكي الصيني                      | جائزة الملاك الذهبي لأفضل فيلم دولي للإنتاج المشترك | Interlude in Prague     | فوز   |

## وصلات خارجية
- جون ستيفنسون (مخرج) على موقع IMDb (الإنجليزية)
- جون ستيفنسون (مخرج) على موقع ميتاكريتيك (الإنجليزية)
- جون ستيفنسون (مخرج) على موقع ألو سيني (الفرنسية)
- جون ستيفنسون (مخرج) على موقع أول موفي (الإنجليزية)
- جون ستيفنسون (مخرج) على موقع قاعدة بيانات الأفلام السويدية (السويدية)
- جون ستيفنسون (مخرج) على موقع قاعدة بيانات الفيلم (الإنجليزية)
- جون ستيفنسون (مخرج) على موقع كينوبويسك (الروسية)

- John Stephenson at Metacritic